# Alonso Pérez de Guzmán el Bueno y Zúñiga
Don Alonso Pérez de Guzmán el Bueno, Medina Sidonia 7. hercege (spanyol nyelven Don Alonso Pérez de Guzmán el Bueno y Zúñiga, séptimo duque de Medina Sidonia) (1550. szeptember 10. – 1615. július 26.), középkori spanyol főnemes, a Legyőzhetetlen Armada főparancsnoka.
Don Juan] Carlos de Guzmán, Medina Sidonia 6. hercegének és feleségének, Doña Leonor Manrique de Zuñíga y Sotomayornak legidősebb fiúgyermeke. Apja 1555-ös és nagyapja 1559-ben bekövetkezett halála után a hercegi cím és ezzel Európa egyik legnagyobb vagyonának örököse.
Hatalmához és pozíciójához képest szerény, visszahúzódó és halk szavú emberként ismerték, és a kortársak nem mulasztják el kiemelni „jó keresztény” mivoltát sem. Művelt, intelligens ember volt, tehetséges vezető és birtokainak jó gazdája, bár – mint a késő feudalizmus minden nagybirtokosa – a kor szokásai által megkövetelt hercegi életvitel miatt folyamatosan úszott az adósságokban.
Don Alonso – spanyol főúrtól szokatlan módon – nem vágyott sem katonai, sem politikai dicsőségre, visszahúzódva élt családja körében sanlúcari kastélyában.
Amikor II. Fülöp 1588-ban az első főparancsnok halála után kinevezte az Armada parancsnokává, megpróbálta elhárítani magáról a tisztséget katonai és tengerészeti tapasztalatainak teljes hiányára hivatkozva. Fülöp azonban hajthatatlan volt. 
A feladatot megkapva Don Alonso energikusan látott neki a gigantikus hajóhad megszervezésének és felszerelésének, és legjobb lelkiismerete szerint vezette azt balsorsú küldetésére. Igyekezett tehetséges parancsnokokkal körülvenni magát, és jó viszonyt ápolni viszálykodó alvezéreivel. 
A hadjárat során – mivel nem értett a hajózáshoz, és igyekezett betű szerint végrehajtani uralkodójának sokszor képtelen parancsait – több hibás döntést is hozott. Megítélésekor azonban figyelembe kell venni, hogy a haditerv másik kulcsszereplője, Alessandro Farnese, Párma és Piacenza hercege teljes mértékben szabotálta az együttműködést, gyakorlatilag ellehetetlenítve ezzel az Armada sikerét. Helyzetét nehezítette az is, hogy kora legjobb haditengerészei (a Drake és Frobisher által vezetett angol haditengerészet) ellen harcolt olyan flotta élén, amelyben a legtöbb hajó egyszerűen nem volt az Atlanti-óceán vizeire való. Szervezési és gazdasági téren mindent megtett, ami rajta múlt. Az Armada felszereltségbeli hiányosságaiért (romlott élelmiszer, nem megfelelő lőszer) sem a kortársak, sem az utókor nem őt tartották felelősnek.
Don Alonso személyes bátorságával is igyekezett példát mutatni. A Calais-nál lezajlott akcióban zászlóshajójával kitartott akkor is, amikor az Armada nagy része horgonyköteleit elvágva megfutamodott az angol gyújtóhajók elől. 
A végső vereség után betegen tért vissza az Armada maradékaival Spanyolországba. Erőfeszítéseit elismerték, és bár nem vált kegyvesztetté, későbbi karrierjére rányomta bélyegét az elszenvedett kudarc. További pályafutása során még további húsz évig szolgálta királyát különböző pozíciókban, több-kevesebb szerencsével.
Történelmi megítélése sokáig negatív volt, mert – főleg a korabeli angol propaganda – felfuvalkodott, tudatlan és gyáva, „tipikus” spanyol nemesúrnak állította be, aki a tengeri csaták alatt ki sem dugta orrát a kabinjából. A jelenkori történetírás sokkal pozitívabban ítéli meg személyét – egy kevésbé gondos parancsnok alatt a veszteségek még nagyobbak lettek volna.